# Xã Warren, Quận Wayne, Iowa
Xã Warren (tiếng Anh: Warren Township) là một xã thuộc quận Wayne, tiểu bang Iowa, Hoa Kỳ. Năm 2010, dân số của xã này là 655 người.